# Laval-sur-Tourbe
Laval-sur-Tourbe is een gemeente in het Franse departement Marne (regio Grand Est) en telt 56 inwoners (2009). De plaats maakt deel uit van het arrondissement Châlons-en-Champagne.

## Geografie
De oppervlakte van Laval-sur-Tourbe bedraagt 13,8 km², de bevolkingsdichtheid is dus 4,1 inwoners per km².
De onderstaande kaart toont de ligging van Laval-sur-Tourbe met de belangrijkste infrastructuur en aangrenzende gemeenten.

## Demografie
Onderstaande figuur toont het verloop van het inwonertal (bron: INSEE-tellingen).